# 클로에 랑베르
클로에 랑베르(Chloé Lambert, 1976년 8월 30일 ~ )는 프랑스의 배우이다.